# David Ruetschmann

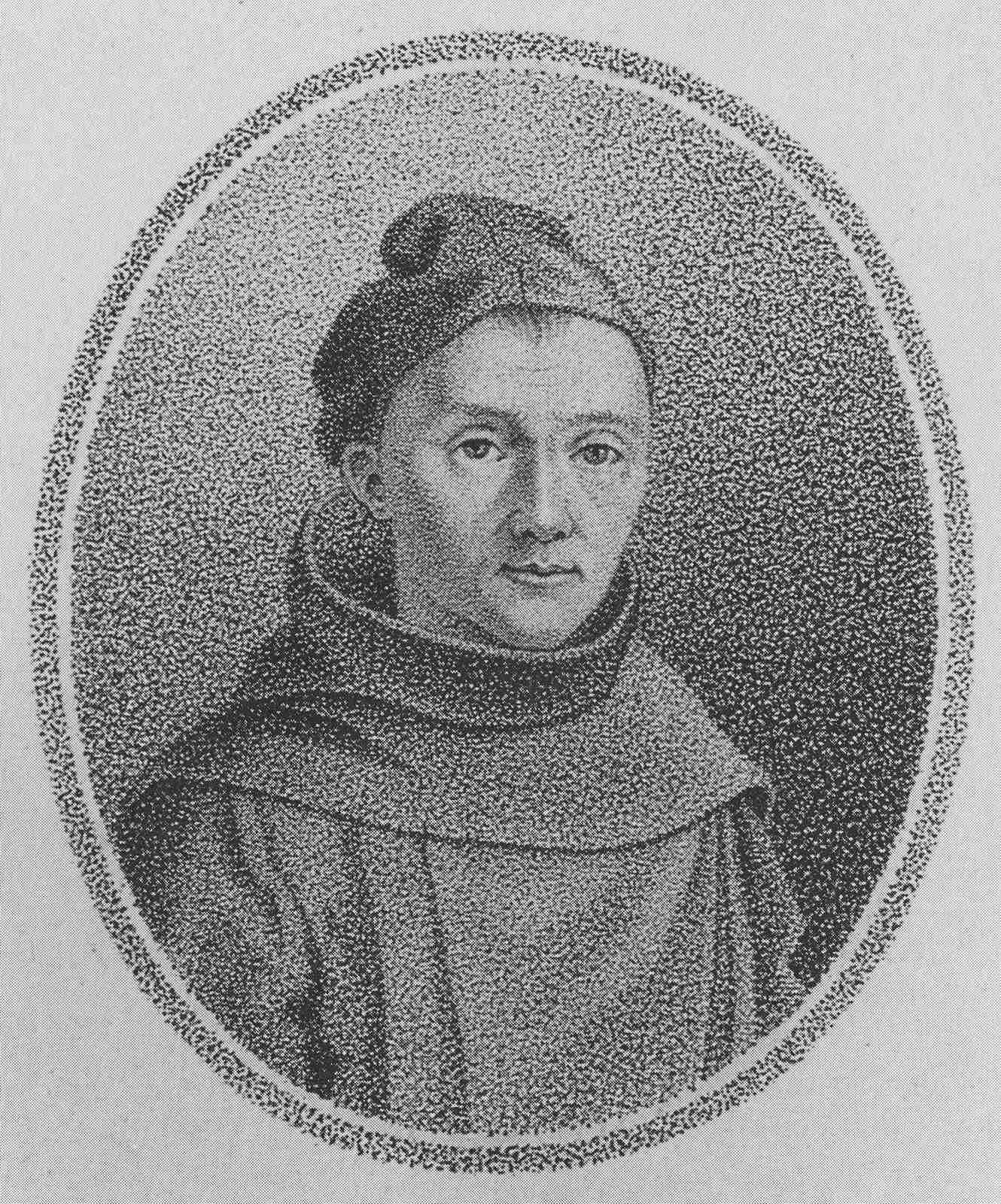
Frater a Sancto Cajetano (1726–1796)

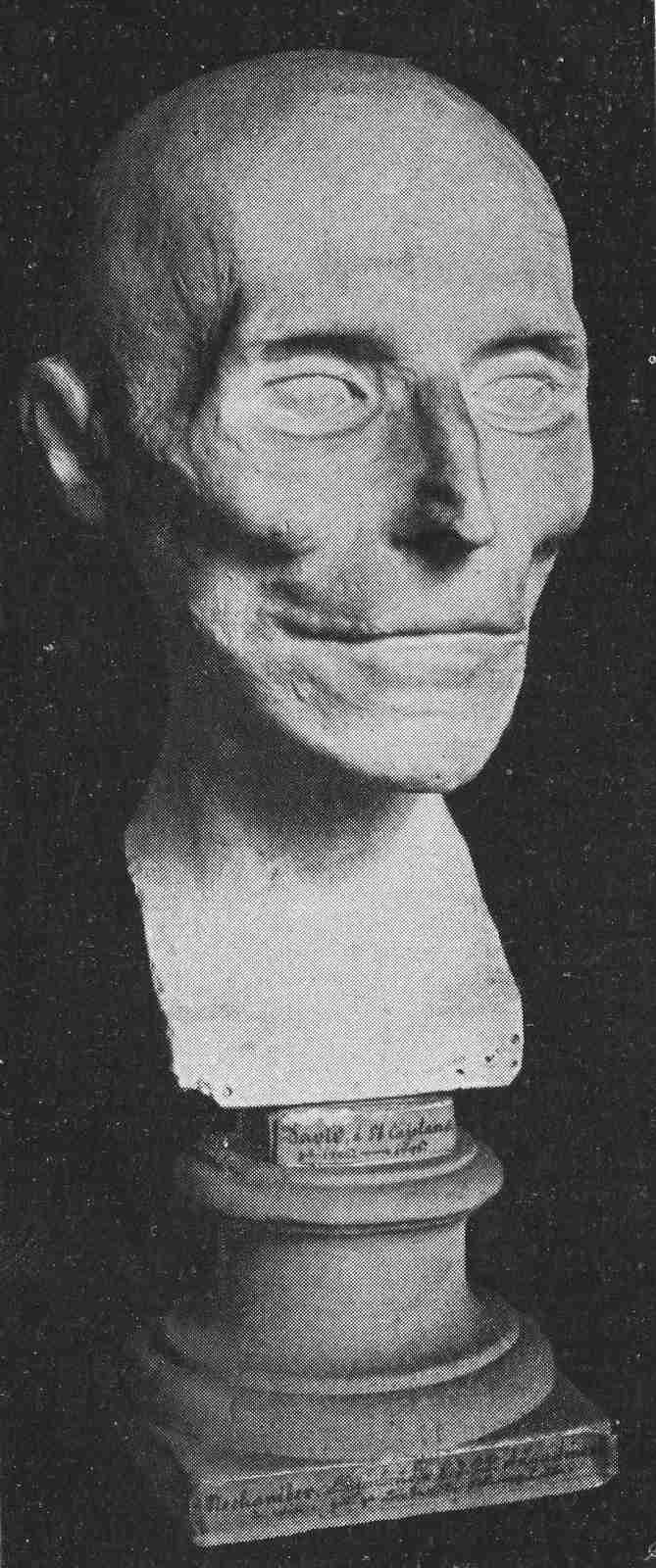
Büste Cajetanos Im Tode aus der Schädelsammlung Franz Joseph Gall im Rollettmuseum

David Ruetschmann auch Rutschmann alias Frater David a Sancto Cajetano (* 5. Oktober 1726 in Lembach; † 4. Februar 1796 in Wien) war ein Augustinermönch, Mathematiker, Uhrmacher und Mechanikus.

## Leben
Am 5. Oktober 1726 wurde David Ruetschmann als Sohn eines Zimmermannes in Lembach, Grafschaft Fürstenberg, im Schwarzwald geboren. Ab dem zwölften Lebensjahr erlernte er das Zimmermanns- und Schreinerhandwerk.
Nach der Lehre, in der er sich auch einiges mathematisches Wissen aneignen konnte, ging er mit 20 Jahren auf Wanderschaft und kam 1746 nach Wien, wo er zunächst als Tischler in einer Vorstadt arbeitete.
Im Jahr 1753 trat er in das Barfüßerkloster der Augustiner von Mariabrunn ein, wo er am 22. März 1754 die Profeß ablegt und den Namen Frater David a Sancto Cajetano annimmt.
1760 übersiedelt er ins Wiener Hofkloster der Augustiner Barfüßer.
Über fünf Jahre besuchte er an der Universität Wien Vorlesungen in Philosophie, Mathematik und Mechanik, letzteres bei Joseph Walcher. 
Am 4. Februar 1796 stirbt Cajetano im Wiener Hofkloster und wurde auf dem Friedhof von Mätzleinsdorf außerhalb Wiens beigesetzt.

## Werk

### Astronomische Uhren
1760 beginnt Frater Cajetano an einer astronomischen Kunstuhr zu arbeiten, die er am 21. März 1769 fertigstellt. Die Uhr besitzt zwei Zifferblätter, 32 Zeiger und 20 weitere bewegliche Teile. Es kann damit eine Fülle kalendarischer und astronomischer Daten abgelesen werden, wie Mondphasen, Planetenumlaufbahnen, Tierkreiszeichen, Erdachsenstellung und vieles andere mehr. Die Uhr befindet sich heute im Uhrenmuseum in Wien.
1781 zieht Uhrmacher Josef Ruetschmann (Cajetanos Neffe) nach Wien. Im Auftrag Joseph von Schwarzenberg baut er nach den Entwürfen und Vorlagen Cajetanos eine astronomische Standuhr, die sich noch heute in Schwarzenbergschem Familienbesitz befindet.

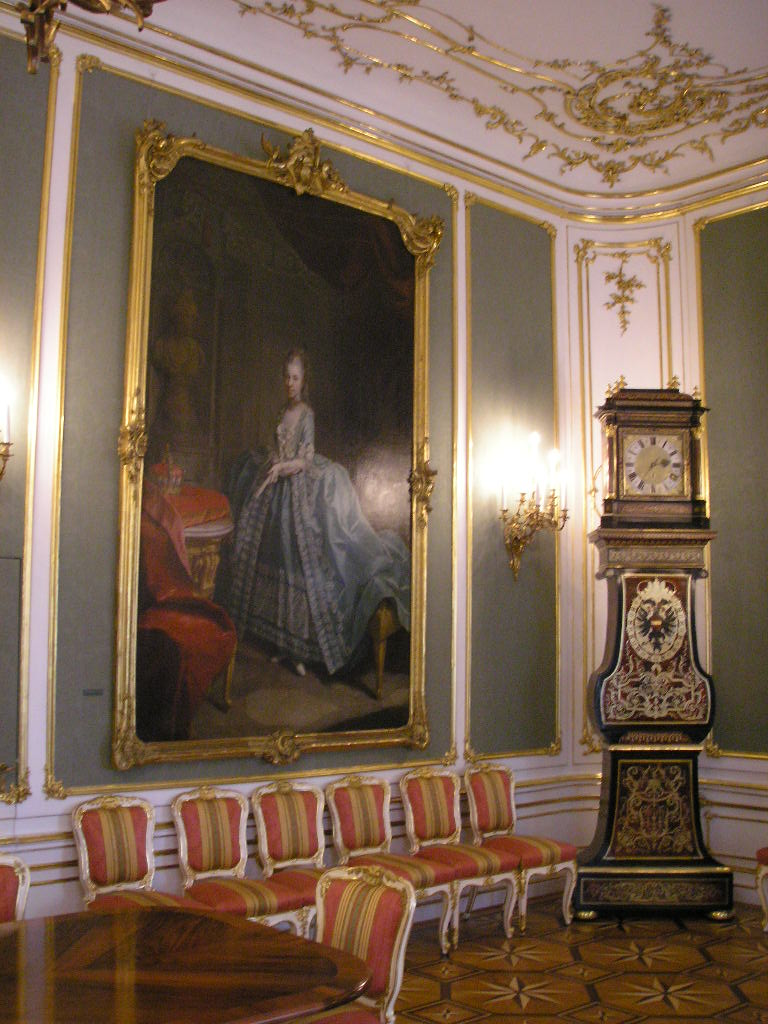
Hofburg Wien: Grüner Salon mit der Standuhr nach dem Entwurf von Pater Cajetan

1790 entwirft Cajetano noch eine dritte astronomische Standuhr. Gebaut wurde sie von dem Uhrmacher Ignatz Berlinger und in der Literatur 1793 datiert. Die Uhr ist im Besitz der Republik Österreich und steht in den Räumlichkeiten des Bundespräsidenten in der Wiener Hofburg. 

### Große Reparaturen
Im August 1769 beginnt er mit Instandsetzung der Herzanischen Uhr, der Überlieferung nach ein Werk des Augsburger Uhrmachers Christof Schenner. Nach einjähriger Reparatur des Werkes führt Frater Cajetano im Wiener Bürgerlichen Zeughaus der kaiserlichen Familie (Kaiserin Maria Theresia, Kaiser Joseph II und Leopold II) die Uhr vor.
1774 setzt Frater Cajetano eine Maschine von Johann Georg Neßtfell, die das kopernikanische Weltbild darstellte, wieder in Gang. Für die Uhr des Stephansdoms fertigte er eine Pendelregulierung. 

### Ehrungen
1773 freskiert Johann Baptist Wenzel Bergl die Decke der Klosterbibliothek und porträtiert ihn mit einer Armillarsphäre. Seit 1829 ist die ehemalige Klosterbibliothek des Wiener Hofklosters öffentlicher Lesesaal (Augustinerlesesaal) der Nationalbibliothek. 
In seinem Geburtsort Lembach wurde 1996 eine Sandsteinbüste enthüllt.

### Schriften
In den 90er Jahren beschäftigt er sich hauptsächlich mit der theoretischen Aufarbeitung seines Rädergebäudes (Umlaufgetriebe). Drei theoretische Schriften sind hierzu erschienen.
- Neues Rädergebäude oder Auflösung der Aufgabe wie eine ununterbrochene Bewegung durch ein Räderwerk ausgeführt werden kann; Heubner; Wien 1791
- Praktische Anleitung für Künstler, alle astronomischen Perioden durch brauchbare bisher noch nie gesehene ganz neue Räderwerke. Mit Leichtigkeit vom Himmel unabweichlich genau auszuführen sammt Erweiterung der Theorie des neuen Rädergebäudes von Fr. David a S. Cajetano, Augustiner Baarfüsser im k.k.Hofkloster; Wien und Leipzig 1793.[3]
- Neues Rädergebäude mit Verbesserungen und Zusätzen von Fr. David a S. Cajetano, Augustiner Baarfüsser im k.k.Hofkloster; Wien und Leipzig 1793.